# Estland op de Olympische Winterspelen 1994
Tijdens de Olympische Winterspelen van 1994, die in Lillehammer (Noorwegen) werden gehouden, nam Estland voor de vierde keer deel.

## Deelnemers en resultaten
(m) = mannen, (v) = vrouwen 

### Alpineskiën
| Olympiër       | Discipline   | Resultaat | Prestatie |
| -------------- | ------------ | --------- | --------- |
| Connor O'Brien | afdaling (m) | dnf       | opgave    |

### Biatlon
| Olympiër                                                        | Discipline             | Resultaat | Prestatie |
| --------------------------------------------------------------- | ---------------------- | --------- | --- |
| Urmas Kaldvee                                                   | 20 km (m)              | 61e       | 1:05.23,2 (+8.57,9) pen.: 7 (1 + 2 + 3 + 1)                                                                                  |
| Olaf Mihelson                                                   | 10 km (m)              | 58e       | 32.30,7 (+4.23,7) pen.: 3 (0 + 3)                                                                                            |
| Kalju Ojaste                                                    | 20 km (m)              | 69e       | 1:11.21,4 (+14.56,1) pen.: 10 (2 + 2 + 5 + 1)                                                                                |
| Aivo Udras                                                      | 10 km (m)              | 50e       | 32.02,1 (+3.55,1) pen.: 4 (2 + 2)                                                                                            |
| Aivo Udras                                                      | 20 km (m)              | 16e       | 1:00.14,5 (+3.49,2) pen.: 3 (1 + 0 + 0 + 2)                                                                                  |
| Hillar Zahkna                                                   | 10 km (m)              | 39e       | 31.28,7 (+3.21,7) pen.: 3 (1 + 2)                                                                                            |
| Team Olaf Mihelson Urmas Kaldvee Aivo Udras Kalju Ojaste        | 4x7,5 km estafette (m) | 13e       | 1:35.34,3 (+5.12,2) pen.: 3 24.50,6 pen.: 0 (0 + 0) 23.03,6 pen.: 0 (0 + 0) 24.46,6 pen.: 3 (0 + 3) 22.53,5 pen.: 0 (0 + 0)  |
|                                                                 |                        |           | |
| Krista Lepik                                                    | 7,5 km (v)             | 58e       | 29.40,1 (+3.31,3) pen.: 5 (2 + 3)                                                                                            |
| Krista Lepik                                                    | 15 km (v)              | 42e       | 58.54,9 (+6.48,3) pen.: 5 (0 + 2 + 0 + 3)                                                                                    |
| Eveli Peterson                                                  | 7,5 km (v)             | 31e       | 28.03,8 (+1.55,0) pen.: 1 (1 + 0)                                                                                            |
| Eveli Peterson                                                  | 15 km (v)              | 27e       | 56.11,0 (+4.04,4) pen.: 3 (0 + 2 + 0 + 1)                                                                                    |
| Jelena Všivtseva                                                | 7,5 km (v)             | 56e       | 29.35,3 (+3.26,5) pen.: 3 (3 + 0)                                                                                            |
| Jelena Všivtseva                                                | 15 km (v)              | 53e       | 59.50,1 (+7.43,5) pen.: 6 (2 + 0 + 3 + 1)                                                                                    |
| Team Jelena Všivtseva Eveli Peterson Krista Lepik Merle Viirmaa | 4x7,5 km estafette (v) | 12e       | 1:59.30,4 (+12.10,9) pen.: 2 29.31,4 pen.: 0 (0 + 0) 29.10,4 pen.: 0 (0 + 0) 29.33,6 pen.: 1 (0 + 1) 31.15,0 pen.: 1 (0 + 1) |

### Kunstrijden
| Olympiër       | Discipline | Resultaat | Prestatie           |
| -------------- | ---------- | --------- | ------------------- |
| Margus Hernits | mannen     | 25e       | dnq (korte kür: 25) |

### Langlaufen
| Olympiër                                                     | Discipline                    | Resultaat | Prestatie                                           |
| ------------------------------------------------------------ | ----------------------------- | --------- | --------------------------------------------------- |
| Elmo Kassin                                                  | 10 km klassiek (m)            | 33e       | 26.40,9 (+2.20,8)                                   |
| Elmo Kassin                                                  | 30 km vrije stijl (m)         | 16e       | 1:17.37,7 (+5.11,3)                                 |
| Elmo Kassin                                                  | achtervolging 10 km+15 km (m) | 25e       | +4.46,1 (10 km:26.40 + 15 km:38.14,9)               |
| Taivo Kuus                                                   | 30 km vrije stijl (m)         | 63e       | 1:25.52,3 (+13.25,9)                                |
| Taivo Kuus                                                   | 50 km klassiek (m)            | 36e       | 2:19.51,9 (+12.31,6)                                |
| Jaak Mae                                                     | 10 km klassiek (m)            | 35e       | 26.42,7 (+2.22,6)                                   |
| Jaak Mae                                                     | 30 km vrije stijl (m)         | 59e       | 1:24.24,1 (+11.57,7)                                |
| Jaak Mae                                                     | achtervolging 10 km+15 km (m) | 40e       | +5.57,2 (10 km:26.42 + 15 km:39.24,0)               |
| Jaanus Teppan                                                | 50 km klassiek (m)            | 22e       | 2:16.18,8 (+8.58,5)                                 |
| Urmas Välbe                                                  | 10 km klassiek (m)            | 42e       | 26.58,4 (+2.38,3)                                   |
| Urmas Välbe                                                  | 30 km vrije stijl (m)         | 41e       | 1:21.02,5 (+8.36,1)                                 |
| Urmas Välbe                                                  | achtervolging 10 km+15 km (m) | dnf       | opgave 15 km (10 km:26.58 + 15 km:opgave)           |
| Andrus Veerpalu                                              | 10 km klassiek (m)            | 36e       | 26.45,8 (+2.25,7)                                   |
| Andrus Veerpalu                                              | 50 km klassiek (m)            | 26e       | 2:17.24,7 (+10.04,4)                                |
| Andrus Veerpalu                                              | achtervolging 10 km+15 km (m) | 55e       | +8.07,3 (10 km:26.45 + 15 km:41.31,1)               |
| Team Jaak Mae Jaanus Teppan Elmo Kassin Taivo Kuus           | 4x10 km estafette (m)         | 11e       | 1:48.57,6 (+7.42,6) 28.10,4 27.56,6 25.39,0 27.11,6 |
|                                                              |                               |           |                                                     |
| Piret Niglas                                                 | 5 km klassiek (v)             | 22e       | 15.29,0 (+1.20,2)                                   |
| Piret Niglas                                                 | 15 km vrije stijl (v)         | 23e       | 44.48,3 (+5.03,8)                                   |
| Piret Niglas                                                 | 30 km klassiek (v)            | 29e       | 1:33.09,3 (+7.27,7)                                 |
| Piret Niglas                                                 | achtervolging 5 km+10 km (v)  | 26e       | +4.03,4 (5 km:15.29 + 10 km:30.12,5)                |
| Kristina Šmigun                                              | 5 km klassiek (v)             | 30e       | 15.46,1 (+1.37,3)                                   |
| Kristina Šmigun                                              | 15 km vrije stijl (v)         | 28e       | 45.21,1 (+5.36,6)                                   |
| Kristina Šmigun                                              | achtervolging 5 km+10 km (v)  | 27e       | +4.21,3 (5 km:15.46 + 10 km:30.13,4)                |
| Silja Suija                                                  | 5 km klassiek (v)             | 39e       | 16.07,8 (+1.59,0)                                   |
| Silja Suija                                                  | 15 km vrije stijl (v)         | 49e       | 47.47,5 (+8.03,0)                                   |
| Silja Suija                                                  | achtervolging 5 km+10 km (v)  | 46e       | +6.25,2 (5 km:16.07 + 10 km:31.56,3)                |
| Cristel Vahtra                                               | 5 km klassiek (v)             | 27e       | 15.42,3 (+1.33,5)                                   |
| Cristel Vahtra                                               | 15 km vrije stijl (v)         | 45e       | 47.04,1 (+7.19,6)                                   |
| Cristel Vahtra                                               | 30 km klassiek (v)            | 35e       | 1:34.48,6 (+9.07,0)                                 |
| Cristel Vahtra                                               | achtervolging 5 km+10 km (v)  | 42e       | +6.02,2 (5 km:15.42 + 10 km:31.58,3)                |
| Team Kristina Šmigun Cristel Vahtra Silja Suija Piret Niglas | 4x5 km estafette (v)          | 12e       | 1:02.32,4 (+5.19,9) 15.42,8 15.53,0 16.17,6 14.39,0 |

### Noordse combinatie
| Olympiër                                         | Discipline      | Resultaat | Prestatie |
| ------------------------------------------------ | --------------- | --------- | --- |
| Ago Markvardt                                    | individueel (m) | 5e        | +2.41,9 — schans: 243,5 p — 15 km: 41.26,8 |
| Allar Levandi                                    | individueel (m) | 12e       | +5.13,0 — schans: 197,5 p — 15 km: 38.50,9 |
| Magnar Freimuth                                  | individueel (m) | 24e       | +7.50,1 — schans: 183,5 p — 15 km: 39.55,0 |
| Ilmar Aluvee                                     | individueel (m) | 39e       | +9.41,9 — schans: 167,0 p — 15 km: 39.56,8 |
| Team Magnar Freimuth Allar Levandi Ago Markvardt | team (m)        | 4e        | +10.15,6 — schans: 619,0 p — 30 km: 1:23.35,4 schans: 193,5 p — 10 km: 28.09,5 schans: 220,0 p — 10 km: 27.05,4 schans: 205,5 p — 10 km: 28.20,5 |

### Rodelen
| Olympiër      | Discipline | Resultaat | Prestatie                                             |
| ------------- | ---------- | --------- | ----------------------------------------------------- |
| Helen Novikov | vrouwen    | 19e       | 3.20,333 (+4,816) (50,160 / 50,172 / 49,808 / 50,193) |

Amerikaanse Maagdeneilanden · Amerikaans-Samoa · Andorra · Argentinië · Armenië · Australië · België · Bermuda · Bosnië en Herzegovina · Brazilië · Bulgarije · Canada · Chili · China · Chinees Taipei · Cyprus · Denemarken · Duitsland · Estland · Fiji · Finland · Frankrijk · Georgië · Griekenland · Groot-Brittannië · Hongarije · IJsland · Israël · Italië · Jamaica · Japan · Kazachstan · Kirgizië · Kroatië · Letland · Liechtenstein · Litouwen · Luxemburg · Mexico · Moldavië · Monaco · Mongolië · Nederland · Nieuw-Zeeland · Noorwegen · Oekraïne · Oezbekistan · Oostenrijk · Polen · Portugal · Puerto Rico · Roemenië · Rusland · San Marino · Senegal · Slovenië · Slowakije · Spanje · Trinidad en Tobago · Tsjechië · Turkije · Verenigde Staten · Wit-Rusland · Zuid-Afrika · Zuid-Korea · Zweden · Zwitserland